# 966
Năm 966 là một năm trong lịch Julius.

## Sinh
- Fujiwara no Michinaga, quan nhiếp chính Nhật Bản